# Bašelj
Bašelj je naselje u slovenskoj Općini Preddvoru. Bašelj se nalazi u pokrajini Gorenjskoj i statističkoj regiji Središnjoj Sloveniji. 

## Stanovništvo
Prema popisu stanovništva iz 2002. godine naselje je imalo 315 stanovnika.